# Горизонтальний ринок
Горизонтальний ринок (англ. horizontal market) - це ринок, на якому продукт або послуга задовільняє потреби широкого діапазону покупців у різних секторах господарства на противагу вертикальному ринку.

## Приклади
Ринок послуг інформаційної безпеки можна вважати горизонтальним, бо широкий діапазон індустрій та державних інституцій купують такі послуги та антивірусні програми для захисту своїх комп'ютерів.

## Зноски
1. ↑  horizontal market. InvestorWords.com. Архів оригіналу за 22 серпня 2017. Процитовано 21 серпня 2017.
2. ↑  vertical market. InvestorWords.com. Архів оригіналу за 22 серпня 2017. Процитовано 21 серпня 2017.